# Wildomar
Wildomar é uma cidade localizada no estado americano da Califórnia, no condado de Riverside. Foi incorporada em 1 de julho de 2008.

## Geografia
De acordo com o United States Census Bureau, a cidade tem uma área de 61,4 km², onde todos os 61,4 km² estão cobertos por terra.

### Localidades na vizinhança
O diagrama seguinte representa as localidades num raio de 16 km ao redor de Wildomar.

## Demografia
Segundo o censo nacional de 2010, a sua população é de 32 176 habitantes e sua densidade populacional é de 524,41 hab/km². Possui 10 806 residências, que resulta em uma densidade de 176,12 residências/km².